# Ламбертвілл (Мічиган)
Ламбертвілл (англ. Lambertville) — переписна місцевість (CDP) в США, в окрузі Монро штату Мічиган. Населення — 10 433 особи (2020).

## Географія
Ламбертвілл розташований за координатами 41°45′10″ пн. ш. 83°37′19″ зх. д. / 41.75278° пн. ш. 83.62194° зх. д. (41.752797, -83.621831).  За даними Бюро перепису населення США в 2010 році переписна місцевість мала площу 15,78 км², з яких 15,73 км² — суходіл та 0,04 км² — водойми.

## Демографія
Згідно з переписом 2010 року, у переписній місцевості мешкали 9953 особи в 3721 домогосподарстві у складі 2816 родин. Густота населення становила 631 особа/км².  Було 3880 помешкань (246/км²).
Расовий склад населення:
| - 96,9 % — білих - 0,9 % — азіатів - 0,4 % — чорних або афроамериканців - 0,3 % — корінних американців |

До двох чи більше рас належало 1,0 %. Частка іспаномовних становила 2,3 % від усіх жителів.
За віковим діапазоном населення розподілялося таким чином: 24,6 % — особи молодші 18 років, 61,8 % — особи у віці 18—64 років, 13,6 % — особи у віці 65 років та старші. Медіана віку мешканця становила 42,4 року. На 100 осіб жіночої статі у переписній місцевості припадало 98,6 чоловіків;  на 100 жінок у віці від 18 років та старших — 97,4 чоловіків також старших 18 років.
Середній дохід на одне домашнє господарство  становив 81 789 доларів США (медіана — 66 237), а середній дохід на одну сім'ю — 91 652 долари (медіана — 69 734). Медіана доходів становила 62 093 долари для чоловіків та 46 267 доларів для жінок. За межею бідності перебувало 5,5 % осіб, у тому числі 5,5 % дітей у віці до 18 років та 2,1 % осіб у віці 65 років та старших.
Цивільне працевлаштоване населення становило 4797 осіб. Основні галузі зайнятості: освіта, охорона здоров'я та соціальна допомога — 28,2 %, виробництво — 17,0 %, роздрібна торгівля — 8,1 %, будівництво — 7,8 %.